# 251625 Timconrow
251625 Timconrow este un asteroid din centura principală de asteroizi.

## Descriere
251625 Timconrow este un asteroid din centura principală de asteroizi. A fost descoperit pe 17 februarie 2010 în Statele Unite, în cadrul programului WISE. Asteroidul prezintă o orbită caracterizată de o semiaxă mare de 2,73 ua, o excentricitate de 0,27 și o înclinație de 18,2° în raport cu ecliptica.